# تياغو سيلفا
تياغو إيمليانو دا سيلفا (تلفظ برتغالي: ‎/tʃiˈaɡu ẽmiliˈɐ̃nu dɐ ˈsiwvɐ/‏؛ مواليد 22 سبتمبر 1984) المعروف بـ تياغو سيلفا، هو لاعب كرة قدم برازيلي يلعب في مركز قلب الدفاع مع نادي فلومينينسي في الدوري البرازيلي .يُعرف سيلفا بسرعته وقدارته الهوائية ومهاراته القيادية، ويُعتبر أحد أفضل مدافعي الوسط في جيله.
بعد عودته إلى أوروبا للانضمام إلى ميلان في عام 2009، أثبت سيلفا نفسه كواحد من أعلى المدافعين تصنيفًا في العالم، حيث فاز بلقب الدوري الإيطالي مع الروسونيري في موسم 2010–11. في يوليو 2012، وقع باريس سان جيرمان معه مقابل 42 مليون يورو، مما جعله ثاني أغلى مدافع في التاريخ خلف ريو فرديناند. مع باريس سان جيرمان، فاز سيلفا برقم قياسي مشترك بسبع ألقاب في الدوري الفرنسي، وخمس ألقاب في كأس الرابطة الفرنسية متتالية وخمس ألقاب في كأس فرنسا وقاد فريقه إلى نهائي دوري أبطال أوروبا لأول مرة في عام 2020.
كان سيلفا دوليًا أساسي منذ عام 2008 وكان ضمن الفريق الذي شارك في كأس العالم 2010 غير أنه لم يشارك في أي مباراة، وكان قائدًا لمنتخب البرازيل عندما فازوا بكأس القارات 2013 والمركز الرابع في كأس العالم بعد عام، وكلاهما على أرض وطنه. كان أيضًا جزءًا من فريقهم الذي شارك في البطولتين الأولمبيتين – حيث فاز بالميدالية البرونزية في عام 2008 والميدالية الفضية بعد أربع سنوات – وشارك في ثلاث نسخ من بطولة كوبا أمريكا، وفاز بنسخة 2019 من البطولة على أرض وطنه؛ بشكل عام، لعب أكثر من 80 مباراة دولية وسجل 7 أهداف.

## مسيرته الكروية

### بدايته المبكرة
عندما كان في سن الـ14، أعجب سيلفا مدرب فلومينينسي مورينهو خلال مباراة ودية في مقاطعة شيرن. خاض تجربة قصيرة، حيث لعب في خط الوسط الدفاعي. كانت فرص سيلفا للعب قليلة، مما دفعه لخوض تجارب مع أندية أخرى. بسنة 1999، عندما كان في سن الـ15، خاض سيلفا تجارب مع أندية مادوريرا وأولاريا وفلامنغو. تم رفضه من جميع الأندية، وكانت تجربة فلامنغو هي الأصعب لأنه يلفت نظر المدربين حتى.
بعد تجربة أخرى غير ناجحة مع بوتافوغو ريغاتاس، انضم إلى نادي برشلونة، وهو نادٍ برازيلي صغير. في السنة التالية، لعب سيلفا في بطولة إستعراضية في ساو باولو على أمل جذب انتباه الأندية الكبرى. ومن هناك شوهد من قبل باولو سيزار كاربجياني، والذي دعاه للانضمام إلى نادي بيدابرانكا في جنوب البرازيل. بحلول سنة 2001، كان سيلفا محترفًا ونافس في الدوري البرازيلي الدرجة الثالثة والبطولات الإقليمية الأخرى مع الفريق الأول. في بطولة لعبت في أنكونا، إيطاليا شوهد من قبل برونو كونتي مدرب نادي روما آنذاك. رغب كونتي بانظمام سيلفا إلى روما، لكن سيلفا لم يقبل العرض. أدى أداءه المميز في آخر موسم له كلاعب خط وسط دفاعي إلى انتقاله إلى يوفينتود.
انتقل سيلفا إلى يوفينتود في سنة 2004، حيث لعب لمدة ستة أشهر. في سن العشرين، انتقل سيلفا من خط الوسط إلى الدفاع تحت إشراف إيفو وورتمان. في موسمه الوحيد مع يوفينتود، اعتبر سيلفا بمثابة اكتشاف هذا الموسم. تم تصنيفه من قبل مجلة الرياضة بلاكر كثالث أفضل مدافع في البرازيل، وأدرج في فريق الموسم. حقق جوفنتود قفزة هائلة في ترتيب الدوري خلال فترة سيلفا في النادي – من الانتهاء من المركز الثامن عشر برصيد 53 نقطة في سنة 2003، إلى المركز السابع برصيد 70 نقطة في سنة 2004. وقد لفت أداء سيلفا المتميز العديد من الأندية، وانتقل إلى بورتو.
تم شراء سيلفا من قبل بورتو بمبلغ 2.5 مليون يورو في سنة 2004، ولكن لعب فقط للفريق الاحتياطي. بعد سنة في البرتغال، انضم إلى دينامو موسكو، حيث تم تشخيصه بأنه مصاب بالسل وتم إدخاله إلى المستشفى لمدة ستة أشهر. أصبح مرضه أكثر سوءًا بمرور الوقت، وأخبره أطبائه أنه لو كان قد أُدخل المستشفى بعد أسبوعين، لكان قد مات. خلال فترة تعافيه، قرر سيلفا أن يعتزل كرة القدم لكنه أقنعته والدته بإعادة النظر في هذا الموضوع.

### تشيلسي
في 28 أغسطس 2020، انضم سيلفا إلى نادي تشيلسي في الدوري الإنجليزي الممتاز في صفقة مدتها عام واحد مع خيار لعام.

## مسيرته الدولية

### الألعاب الأولمبيه الصيفيه 2012
لعب تياغو سيلفا جميع مباريات البرازيل في أولمبياد لندن 2012 فقد لعب 6 مباريات وفازت البرازيل في جميعها عدا النهائي ولم يسجل أي هدف مع المنتخب وقد حصلت البرازيل على الوصيفه بعد خسارته أمام المكسيك في النهائي وبعد تألقه في الأولمبياد أنتقل تياغو سيلفا إلى باريس سان جيرمان بمبلغ قدره 42 مليون يورو.

### كأس القارات 2013
لعب تياغو سيلفا كأساسي في بطولة كأس القارات 2013 وفازت البرازيل في في جميع المباريات حتى لم تتعادل في أي مباراه فازت البرازيل باللقب للمره الثالثه تواليا ولم يسجل تياغو سيلفا أي هدف من المباريات الخمس وقد حصل تياغو سيلفا على أول لقب دولي له في مسيرته مع البرازيل.

### كأس العالم 2014
لعب تياغو سيلفا في جميع مباريات كأس العالم 2014 وفازت البرازيل على كرواتيا في الجولة الأولى بنتيجة 3–1 وبعدها تعادلت مع المكسيك 0–0 والجولة الأخيره فازوا على الكاميرون 4–1 وبعدها تأهل البرازيل لدور الستة عشر مع تشيلي مرر تياغو سيلفا تمريره حاسمه لديفد لويز وأنتهت المباراة بالتعادل السلبي 1–1 لعبوا الشوطين الأضافين وفازوا البرازيل بركلات الترجيح بنتيجة 3–2 وبعدها تأهل البرازيل إلي دور الثمانية وافتتح تياغو سيلفا التسجيل وبعدها سجل ديفد لويز الهدف الثاني وأنتهت المباراة 2–1 ولكن حصل تياغو سيلفا على بطاقه صفراء في مباراة تشيلي وعلى آخري مباراة كولومبيا ولهدا السبب لم يلعب مباراة ألمانيا فخسر البرازيل 7–1 ولعب البرازيل مع هولندا في مباراة المركز الثالث وخسرت 3–0 وأنته كل شئ.

### كوبا أمريكا 2015
لم يلعب تياغو سيلفا في أول مباراه في كوبا أمريكا 2015 فقد كان في دكة الأحتياط ولكن لعب المباراة الثانية ضد كولومبيا كأساسي وخسرت البرازيل ولعب تياغو سيلفا مباراته الثالثه وسجل الهدف الأول وبعدها سجل فيرمينو الهدف الثاني وبعد الهدف الثاني قام تياغو سيلفا بارتكاب خطأ فادح في منطقت دفاع منتخبه الأمر الدي أستغله منتخب الفنزويلي وتسجيل الهدف الوحيد لصالحه وأنتهت المباراة بنتيجة 2–1 وبعدها تأهل منتخب البرازيل للدور التالي ولعب مع منتخب باراغواي وتعادلت البرازيل بنتيجة 1–1 ولكن التعادل لم يحسم مصير أحد ولعبوا ركلات الترجيح وخسرت البرازيل بنتيجة 4–3 وخرجت.

### كأس العالم 2018
في 14 مايو 2018، أستدعي سيلفا من قبل المدرب تيتي للمشاركة مع المنتخب البرازيلي في كأس العالم 2018 في روسيا. في 17 يونيو لعب تياغو سيلفا مع البرازيل مباراته الأولى في كأس العالم روسيا وقدم فيها أداء جيدا ضد منتخب سويسرا وتعادل منتخب البرازيل وانتهت المباراة وبعدها في 22 يونيو لعب مع منتحب كوستاريكا لعب كأساسي وفازت البرازيل بنتيجة 2–0 وفي آخر جوله لعبوا البرازيل مع صربيا وتقدموا البرازيل بهدف من باولينيو وسجل تياغو سيلفا الهدف الثاني في مباراة فوز البرازيل 2–0 على صربيا وبعدها تأهل للدور الستة عشر مع المكسيك فازت بنفس النتيجة 2–0 وتأهل للدور الثمانية مع بلجيكا وخسرت البرازيل 2–1 وخرجت البرازيل ودخل تياغو سيلفا في تشكيله أفضل 11 لاعب في كأس العالم 2018 .

### كوبا أمريكا 2019
في مايو 2019، تم ضمه إلى تشكيلة البرازيل المكونة من 23 لاعباً للمشاركة في كوبا أمريكا 2019 على أرض وطنه. شارك كأساسي في المباراة النهائية ضد بيرو في 7 يوليو، على ملعب ماراكانا؛ انتهت المباراة بفوز البرازيل 3–1.

## حياته الشخصية
لدى سيلفا وزوجته إيزابيل ولدان هما إيساغو وياغو. وهو مسيحي. في 15 مارس 2019، بعد أن لعب ما يقرب من سبع سنوات في فرنسا مع باريس سان جيرمان، أعلن تياجو أنه وزوجته وأطفاله أصبحوا أيضًا مواطنين فرنسيين.

## الإحصائيات

### النادي
آخر تحديث 23 أغسطس 2020.
| الظهور           | الموسم   | الدوري                          | الدوري | الدوري  | كأس الدولة | كأس الدولة | الكأس الوطني | الكأس الوطني | كأس الدوري | كأس الدوري | قاري   | قاري    | أخرى   | أخرى    | المجموع | المجموع |
| الظهور           | الموسم   | الدرجة                          | الظهور | الأهداف | الظهور     | الأهداف    | الظهور       | الأهداف      | الظهور     | الأهداف    | الظهور | الأهداف | الظهور | الأهداف | الظهور  | الأهداف |
| ---------------- | -------- | ------------------------------- | ------ | ------- | ---------- | ---------- | ------------ | ------------ | ---------- | ---------- | ------ | ------- | ------ | ------- | ------- | ------- |
| RS Futebol ‏      | 2002     | بطولة جاوتشو للدرجة الثالثة     | —      | —       | 8          | 2          | —            | —            | —          | —          | —      | —       | —      | —       | 8       | 2       |
| RS Futebol ‏      | 2003     | بطولة جاوتشو للمستويات الدنيا   | —      | —       | 17         | 0          | —            | —            | —          | —          | —      | —       | —      | —       | 17      | 0       |
| RS Futebol ‏      | المجموع  | المجموع                         | —      | —       | 25         | 2          | —            | —            | —          | —          | —      | —       | —      | —       | 25      | 2       |
| جوفنتودي         | 2004     | الدوري البرازيلي                | 28     | 3       | 7          | 0          | 1            | 0            | —          | —          | —      | —       | —      | —       | 36      | 3       |
| بورتو ب          | 2004–05  | الدوري البرتغالي الدرجة الثانية | 14     | 0       | —          | —          | —            | —            | —          | —          | —      | —       | —      | —       | 14      | 0       |
| دينامو موسكو     | 2005     | الدوري الروسي                   | 0      | 0       | —          | —          | 0            | 0            | —          | —          | 0      | 0       | —      | —       | 0       | 0       |
| فلومينينسي       | 2006     | الدوري البرازيلي                | 31     | 0       | 4          | 0          | 7            | 0            | —          | —          | 4      | 0       | —      | —       | 46      | 0       |
| فلومينينسي       | 2007     | الدوري البرازيلي                | 30     | 5       | 9          | 0          | 12           | 3            | —          | —          | —      | —       | —      | —       | 51      | 8       |
| فلومينينسي       | 2008     | الدوري البرازيلي                | 20     | 1       | 14         | 3          | —            | —            | —          | —          | 12     | 2       | —      | —       | 46      | 6       |
| فلومينينسي       | المجموع  | المجموع                         | 81     | 6       | 27         | 3          | 19           | 3            | —          | —          | 16     | 2       | —      | —       | 143     | 14      |
| ميلان            | 2009–10  | الدوري الإيطالي                 | 33     | 2       | —          | —          | 0            | 0            | —          | —          | 7      | 0       | —      | —       | 40      | 2       |
| ميلان            | 2010–11  | الدوري الإيطالي                 | 33     | 1       | —          | —          | 3            | 0            | —          | —          | 6      | 0       | —      | —       | 42      | 1       |
| ميلان            | 2011–12  | الدوري الإيطالي                 | 27     | 2       | —          | —          | 2            | 0            | —          | —          | 7      | 1       | 1      | 0       | 37      | 3       |
| ميلان            | المجموع  | المجموع                         | 93     | 5       | —          | —          | 5            | 0            | —          | —          | 20     | 1       | 1      | 0       | 119     | 6       |
| باريس سان جيرمان | 2012–13  | الدوري الفرنسي                  | 22     | 0       | —          | —          | 1            | 0            | 2          | 1          | 9      | 2       | —      | —       | 34      | 3       |
| باريس سان جيرمان | 2013–14  | الدوري الفرنسي                  | 28     | 3       | —          | —          | 2            | 0            | 4          | 0          | 7      | 0       | 1      | 0       | 42      | 3       |
| باريس سان جيرمان | 2014–15  | الدوري الفرنسي                  | 26     | 1       | —          | —          | 5            | 0            | 3          | 0          | 6      | 1       | 0      | 0       | 40      | 2       |
| باريس سان جيرمان | 2015–16  | الدوري الفرنسي                  | 30     | 1       | —          | —          | 4            | 0            | 2          | 0          | 9      | 0       | 1      | 0       | 45      | 1       |
| باريس سان جيرمان | 2016–17  | الدوري الفرنسي                  | 27     | 3       | —          | —          | 3            | 1            | 3          | 2          | 7      | 0       | 0      | 0       | 40      | 6       |
| باريس سان جيرمان | 2017–18  | الدوري الفرنسي                  | 25     | 1       | —          | —          | 5            | 0            | 2          | 0          | 6      | 0       | 1      | 0       | 39      | 1       |
| باريس سان جيرمان | 2018–19  | الدوري الفرنسي                  | 25     | 0       | —          | —          | 4            | 0            | 2          | 0          | 7      | 0       | 1      | 0       | 39      | 0       |
| باريس سان جيرمان | 2019–20  | الدوري الفرنسي                  | 21     | 0       | —          | —          | 3            | 1            | 1          | 0          | 9      | 0       | 1      | 0       | 35      | 1       |
| باريس سان جيرمان | المجموع  | المجموع                         | 204    | 9       | —          | —          | 27           | 2            | 19         | 3          | 60     | 3       | 5      | 0       | 315     | 17      |
| تشيلسي           | 2020–21  | الدوري الإنجليزي                | 0      | 0       | —          | —          | 0            | 0            | 0          | 0          | 0      | 0       | —      | —       | 0       | 0       |
| الإجمالي         | الإجمالي | الإجمالي                        | 420    | 23      | 59         | 5          | 52           | 5            | 19         | 3          | 96     | 6       | 6      | 0       | 652     | 42      |

ملاحظات
1. ↑  المباريات في كوبا سود أمريكانا
2. ↑  المباريات في كوبا ليبرتادوريس
3. 1 2 3 4 5 6 7 8 9 10 11 12  المباريات في دوري أبطال أوروبا
4. ↑  المباريات في كأس السوبر الإيطالي
5. 1 2 3 4 5  المباريات في كأس الأبطال الفرنسي

### المنتخب
آخر تحديث 15 نوفمبر 2019.
| البرازيل | البرازيل | البرازيل |
| العام    | الظهور   | الأهداف  |
| -------- | -------- | -------- |
| 2008     | 3        | 0        |
| 2009     | 3        | 0        |
| 2010     | 5        | 0        |
| 2011     | 13       | 0        |
| 2012     | 8        | 1        |
| 2013     | 12       | 1        |
| 2014     | 9        | 1        |
| 2015     | 6        | 1        |
| 2016     | 1        | 0        |
| 2017     | 7        | 1        |
| 2018     | 10       | 1        |
| 2019     | 12       | 1        |
| المجموع  | 89       | 7        |

#### الأهداف الدولية
قائمة الأهداف والنتائج مع منتخب البرازيل لأول.
| # | التاريخ        | المكان                                    | الخصم            | الهدف | النتيجة | المسابقة         |
| - | -------------- | ----------------------------------------- | ---------------- | ----- | ------- | ---------------- |
| 1 | 30 مايو 2012   | حقل فيديكس، لاند أوفر، الولايات المتحدة   | الولايات المتحدة | 2–0   | 4–1     | ودية             |
| 3 | 10 سبتمبر 2013 | ملعب جيليت، فوكسبورو، الولايات المتحدة    | البرتغال         | 1–1   | 3–1     | ودية             |
| 3 | 4 يوليو 2014   | ملعب كاستيلاو، فورتاليزا، البرازيل        | كولومبيا         | 1–0   | 2–1     | كأس العالم 2014  |
| 4 | 21 يونيو 2015  | ملعب دافيد أريانو الأثري، سانتياغو، تشيلي | فنزويلا          | 1–0   | 2–1     | كوبا أمريكا 2015 |
| 5 | 13 يونيو 2017  | ملعب ملبورن للكريكيت، ملبورن، أستراليا    | أستراليا         | 2–0   | 4–0     | ودية             |
| 6 | 27 يونيو 2018  | أوتكريتيي أرينا، موسكو، روسيا             | صربيا            | 2–0   | 2–0     | كأس العالم 2018  |
| 7 | 9 يونيو 2019   | ملعب بيرا–ريو، بورتو أليغري، البرازيل     | هندوراس          | 2–0   | 7–0     | ودية             |

## الإنجازات
فلومينينسي
- كأس البرازيل: 2007

 ميلان
- الدوري الإيطالي: 2010–11[28]
- كأس السوبر الإيطالي: 2011[29]

 باريس سان جيرمان

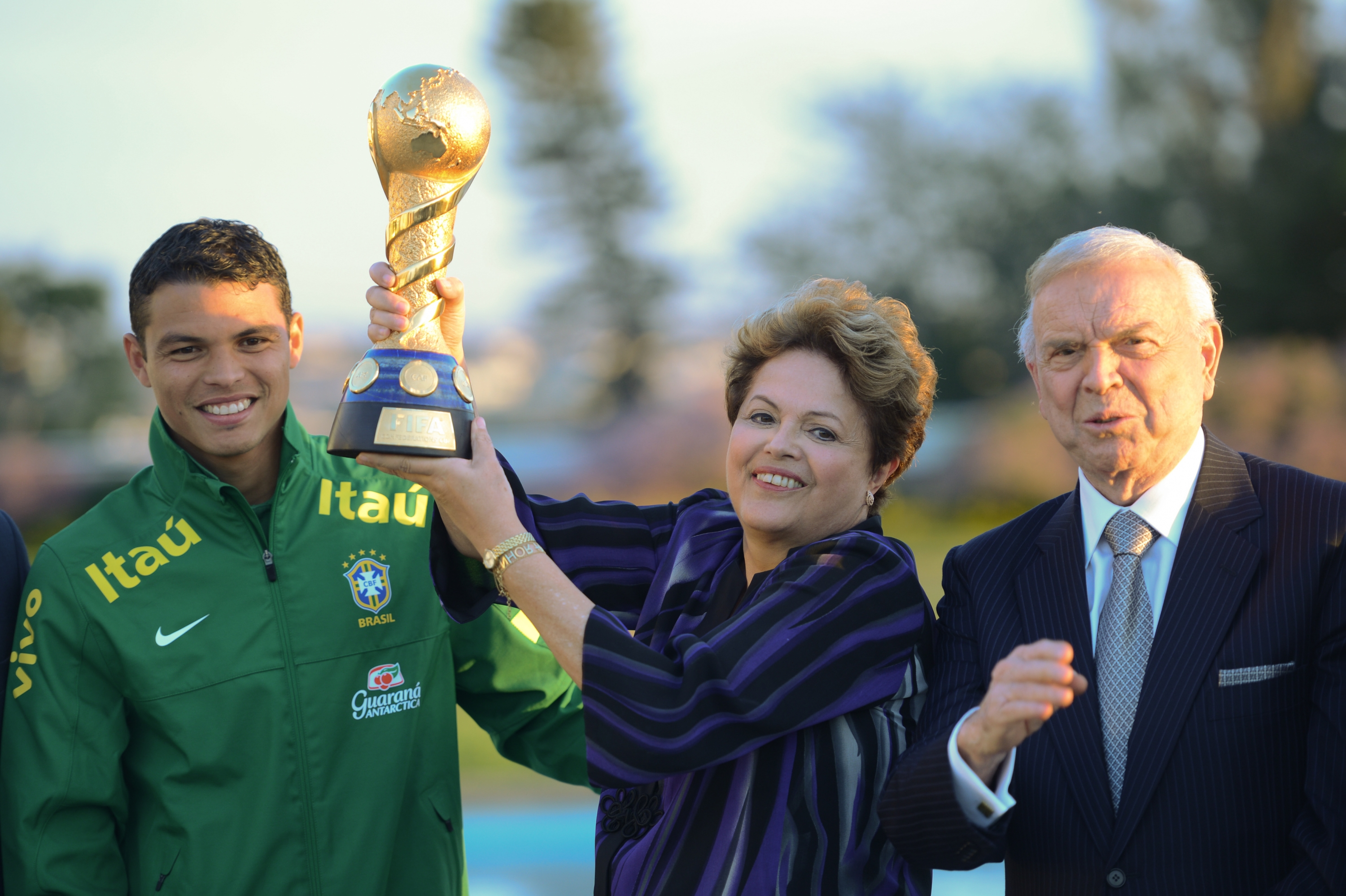
تياغو سيلفا وديلما روسيف مع لقب كأس القارات 2013.

- الدوري الفرنسي: 2012–13، 2013–14، 2014–15، 2015–16، 2017–18، 2018–19، 2019–20
- كأس فرنسا: 2014–15، 2015–16، 2016–17، 2017–18، 2019–20
- كأس الرابطة الفرنسية: 2013–14، 2014–15، 2015–16، 2016–17، 2017–18، 2019–20
- كأس الأبطال الفرنسي: 2013، 2015، 2017، 2018، 2019
- دوري أبطال أوروبا الوصيف: 2019–20

 تشيلسي
- دوري أبطال أوروبا: 2020–21
- كأس السوبر الأوروبي: 2021[31]
- كأس العالم للأندية: 2021[32]

 البرازيل
- كوبا أمريكا: 2019[33]
- كأس القارات: 2013[34]
- كأس العالم المركز الرابع: 2014

 البرازيل للشباب
- الميدالية الأولمبية الفضية: 2012[35]
- الميدالية الأولمبية البرونزية: 2008[36]

### الفردية
- الكرة الفضية البرازيلية: 2007[37]
- أفضل لاعب بالدوري البرازيلي حسب تصويت الجماهير: 2008
- الدوري البرازيلي تشكيلة السنة: 2008
- أمريكا الجنوبية تشكيلة العام: 2008[38]
- جائزة سامبا الذهبية: 2011، 2012، 2013[39][40][41]
- الدوري الإيطالي تشكيلة الموسم: 2010–11، 2011–12[42]
- الدوري الفرنسي تشكيلة الموسم: 2012–13، 2013–14، 2014–15، 2015–16، 2016–17، 2017–18، 2018–19[43][44][45][46][47]
- لاعب الشهر في الدوري الفرنسي: مارس 2013
- جائزة اليويفا لأفضل فريق: 2011، 2012، 2013[48][49][50]
- دوري أبطال أوروبا فريق مرحلة المجموعات: 2015[51]
- فيفبرو: 2013، 2014، 2015
- فيفبرو التشكيلة الثانية: 2016، 2017، 2018[52][53][54]
- كأس القارات تشكيلة البطولة: 2013
- كأس العالم فريق كل النجوم: 2014[55]
- فريق الأحلام في كأس العالم: 2014
- دوري أبطال أوروبا تشكيلة الموسم: 2015–16[56]
- كوبا أمريكا فريق البطولة: 2019[57]

## وصلات خارجية
- تياغو سيلفا على موقع الاتحاد الدولي (مؤرشف)  (الإنجليزية)
- تياغو سيلفا على موقع الاتحاد الأوربي (الإنجليزية)
- تياغو سيلفا على موقع رابطة كرة القدم الفرنسية للمحترفين (الإنجليزية)
- تياغو سيلفا على موقع إي إس بي إن إف سي (الإنجليزية)
- تياغو سيلفا على موقع قاعدة بيانات كرة القدم.إي يو (الإنجليزية)
- تياغو سيلفا على موقع ليكيب (الفرنسية)
- تياغو سيلفا على موقع ناشيونال فوتبول تيمز (الإنجليزية)
- تياغو سيلفا على موقع Soccerbase.com (لاعب) (الإنجليزية)
- تياغو سيلفا على موقع Soccerway.com (الإنجليزية)
- تياغو سيلفا على موقع عالم كرة القدم.نت (الإنجليزية)